# ستيوارت ليستير
ستيوارت ليستير (بالإنجليزية: Stuart Lester)‏ هو لاعب دوري الرغبي نيوزلندي، ولد في 8 فبراير 1975 في نيوزيلندا.